# Лунка (Окнеле Мари)
Лунка (рум. Lunca) насеље је у Румунији у округу Валча у општини Окнеле Мари. Oпштина се налази на надморској висини од 305 m.

## Становништво
Према подацима из 2002. године у насељу је живело 610 становника, од којих су сви румунске националности.